# 2021 PH27

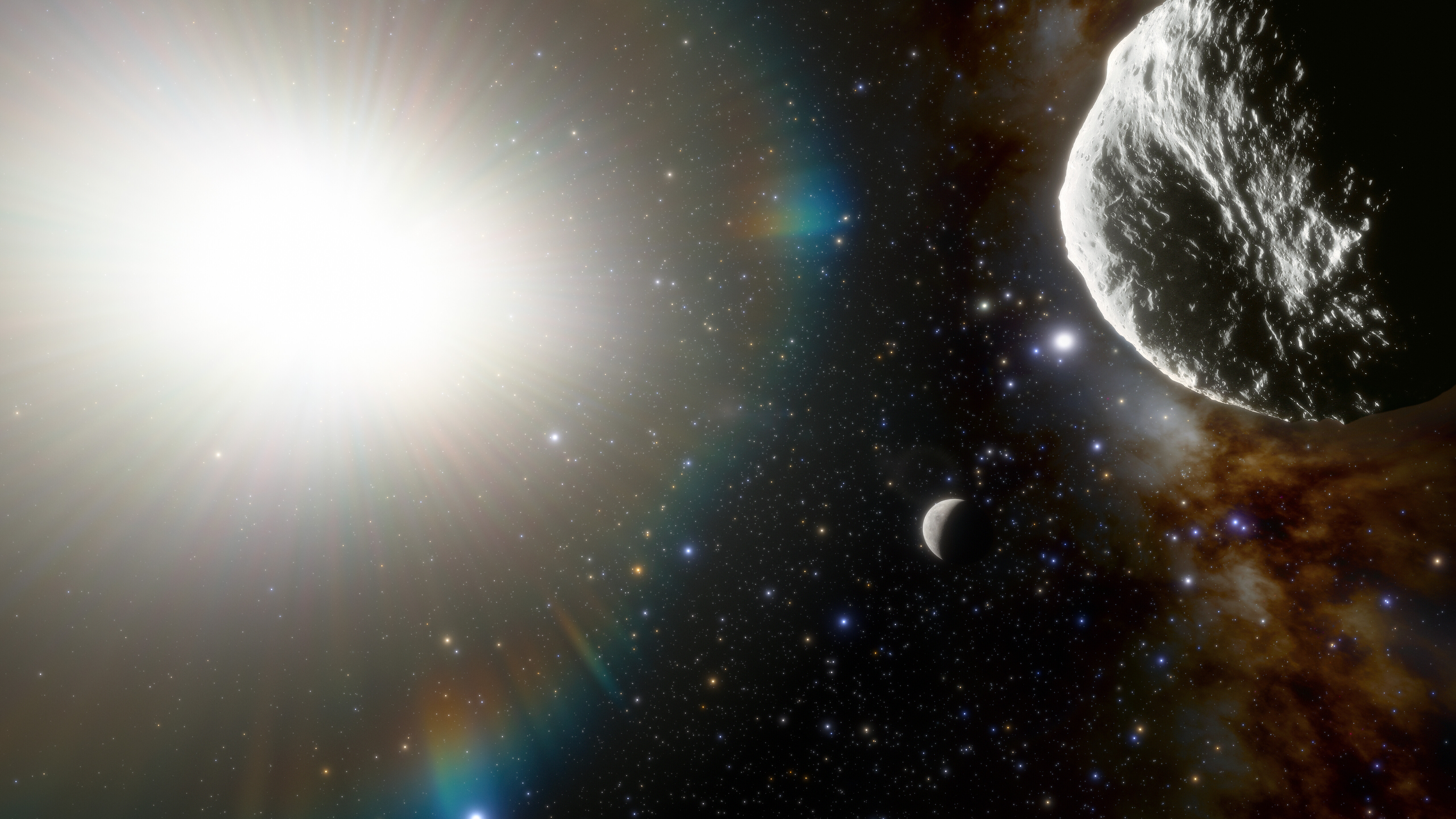
Ilustración que muestra el asteroide 2021 PH27 dentro de la órbita de Mercurio.

2021 PH 27 es un asteroide cercano a la Tierra del grupo Atira. Fue descubierto por Scott Sheppard utilizando el Dark Energy Survey 's DECam de imágenes en el Observatorio Cerro Tololo el 13 de agosto de 2021. 2021 PH 27 tiene el más pequeño semieje mayor y el más corto período orbital entre todos los asteroides conocidos como de 2021, con una velocidad en el perihelio de 106 km / s (240.000 mph). También tiene el mayor valor del desplazamiento del perihelio relativista, 1,6 veces el de Mercurio. Con una magnitud absoluta de 17,7, se espera que el asteroide tenga más de 1 kilómetro (0,6 millas) de diámetro. 

## Descubrimiento
2021 PH 27 fue descubierto por el astrónomo Scott Sheppard utilizando el generador de imágenes DECam del Dark Energy Survey en el Observatorio Cerro Tololo en Chile el 13 de agosto de 2021,  dos días después de que el asteroide alcanzara el afelio (su distancia más lejana del Sol). Las observaciones se realizaron en el crepúsculo para buscar planetas menores no descubiertos situados a bajas elongaciones del Sol. El objeto fue descubierto con una magnitud aparente de 19, con un alargamiento solar de 37 grados cuando estaba en el lado lejano del Sol a una distancia de la Tierra de 1.3 AU (190 millones de km). Luego se informó a la página de confirmación de objetos cercanos a la Tierra del Minor Planet Center bajo la designación temporal v13aug1.  Durante cinco días, varios observatorios realizaron observaciones de seguimiento, entre ellas Las Campanas, Las Cumbres, SONEAR e iTelescope. Luego, el objeto fue designado provisionalmente 2021 PH 27 por el Minor Planet Center y anunciado el 21 de agosto de 2021. Incluso en abril de 2021, el asteroide nunca estuvo a más de 45 grados del Sol.

## Órbita y Clasificación

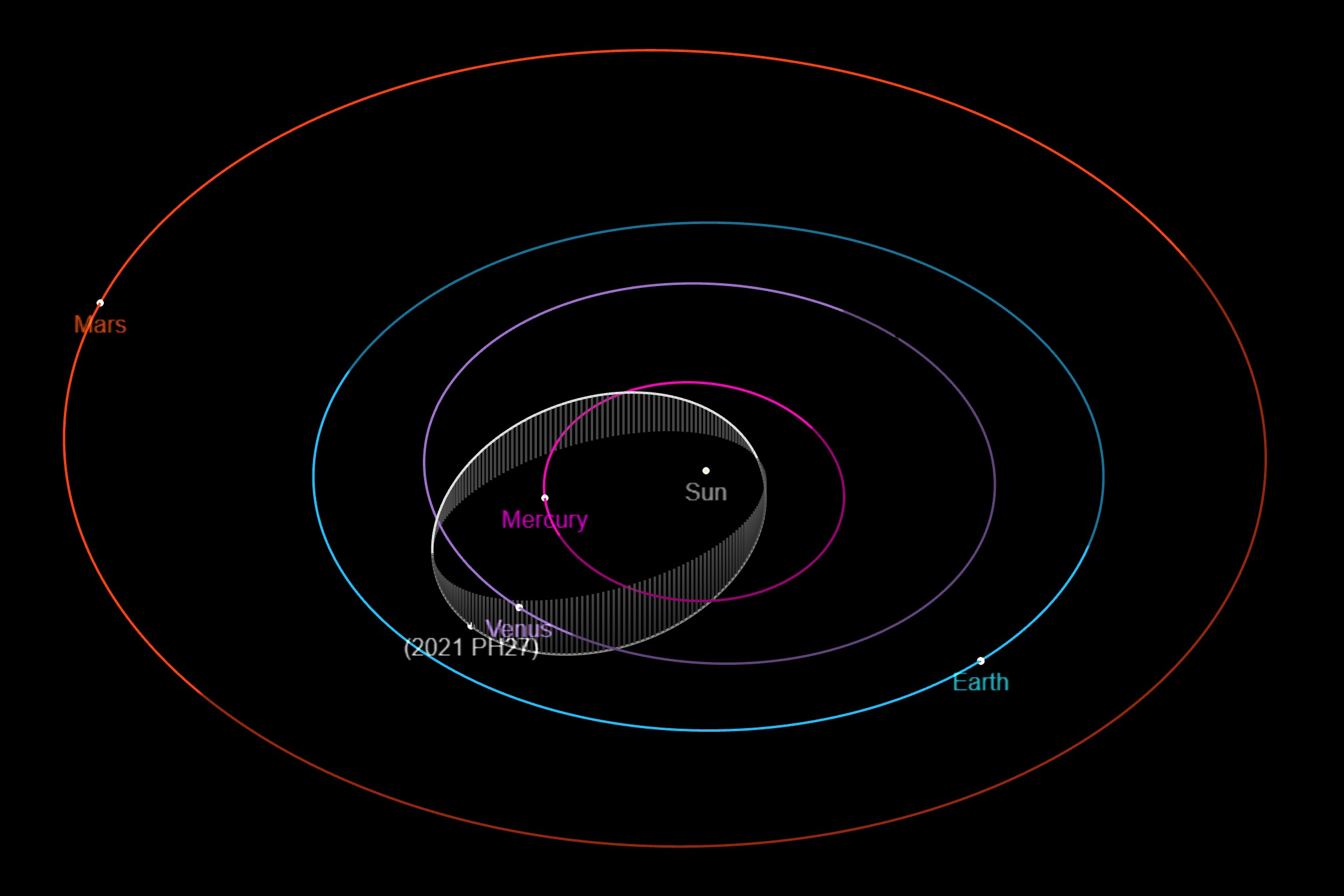
Vista oblicua de la órbita de 2021 PH27 en comparación con los planetas interiores

2021 PH 27 orbita el Sol a una distancia de 0,13-0,79  AU una vez cada 4 meses (114 días; semi-eje mayor de 0,46 AU). Su órbita tiene una excentricidad de 0,71 y una inclinación de 32 grados con respecto a la eclíptica.  Se clasifica como un objeto cercano a la Tierra (NEO) debido a que su distancia de perihelio es inferior a 1,3 AU. También se incluye en la categoría NEO de los asteroides Atira , cuyas órbitas están confinadas por completo dentro de la órbita de la Tierra a 1 AU del Sol. Su órbita cruza los caminos de Mercurio y Venus., con distancias de intersección orbitales mínimas nominales de 0,11 AU y 0,015 AU, respectivamente.
A partir de 2021, 2021 PH 27 tiene el récord del semieje mayor más pequeño (0,46 AU) y el período orbital más corto (114 días) de cualquier asteroide conocido, reemplazando a 2019 LF 6 y 2020 AV 2 (0,56 AU, 151 días). A modo de comparación, Mercurio tiene un eje semi-mayor de 0,39 AU y un período orbital de 88 días.  Al estar tan cerca del Sol, en el perihelio el asteroide se mueve a 106 km / s (240.000 mph).  El desplazamiento relativista del perihelio es 1,6 veces mayor que el de Mercurio, que es de 42,9 segundos de arco por siglo.
Con un arco de observación de 17 días, la calidad de la órbita de 2021 PH 27 es pobre, con un parámetro de alta incertidumbre de 7.  Se necesitan observaciones adicionales para limitar las incertidumbres en su órbita para cuando el asteroide se acerque al perihelio y entre en conjunción con el Sol en octubre de 2021, durante el cual se volverá inobservable con alargamientos solares de menos de 20 grados. Actualmente se acerca más a Venus que a cualquiera de los otros planetas.  Los encuentros cercanos y profundos con Venus controlan su evolución orbital a largo plazo.  Como muchos otros asteroides de Atira, está sujeto a la resonancia secular von Zeipel-Lidov-Kozai.